# Український вінок
Вінок — традиційний український головний убір. Звичай плести вінки для прикраси сягає ще язичницьких, доісторичних часів, вони мали сакральне значення — як атрибут обрядів весняного циклу й купальських ігрищ. Поступово вінок переріс у символ обожування, символ Матері-Землі. Український вінок давно став культурним символом українського народу, зростання його популярності в сучасній Україні відмічають з 2014 року.
В Україні вінки мали сонячну символіку. Дівчина у вінку асоціювалася із сонцем, що сходить. Також це символ слави, перемоги, святості, щастя, успіху, могутності, миру, сонця, влади; цноти, молодості, дівоцтва. Плетучи вінки, дівчата співали: «Заплету віночок, заплету шовковий на щастя, на долю, на милого вроду!». Вінок є символом гідності (тому казали: «Вінок йому з голови від того не впаде»), краси («У дворі, як у віночку»).
Є різні види вінків: весільний, вінок кохання, клечальний, чернечий, вінок надії, відданості, розлуки. Вінок кохання мала право плести дівчина від 13 років і до шлюбу. А вінок відданості дівчина плела, розлучаючись з хлопцем, і дарувала йому на прощання.

## Варіанти
З живих квітів носили маки, чорнобривці, волошки, рожі (мальви), восени — жоржини та крокуси.
На правобережній Україні стрічки у великій кількості прив'язували до вінка і спускали по плечах, на Чернігівщині стрічок було менше, їх прив'язували в ряд до поперечної стрічки і вони спадали від шиї по спині. Інколи для зручності робили з товстого паперу обруч (відомий як чілка, чулко, лубок) за шириною стрічки. У святкові дні такий обруч обтягали найкращою стрічкою і до нього причіпали всі стрічки, і надівали на голову так, як вінок. Не в святкові дні цей обруч носили також, але без стрічок. Літом за такий обруч закладали кожен день живі квіти.
На Полтавщині та Харківщині дівчата вплітали стрічки в косу і пускали їх по спині.
На Лівобережжі стрічки були одноколірні, на Правобережжі — різнобарвні, часто з квітковими чи геометричними орнаментами.

### Весільний вінок
В українській традиційній весільній обрядності вінок виступав як символ щасливого подружнього життя, продовження роду. Він грав роль сучасної фати, яка є порівняно недавнім запозиченням (на думку Галини Стельмащук, цей атрибут прийшов із Західної Європи і почав використовуватися українськими нареченими разом із вінком, починаючи з 1940-х років). З весільним вінком пов'язані два обряди: вінкоплетини — виготовлення вінка, й вінкобрани — передавання молодому вінка, сплетеного в молодої.

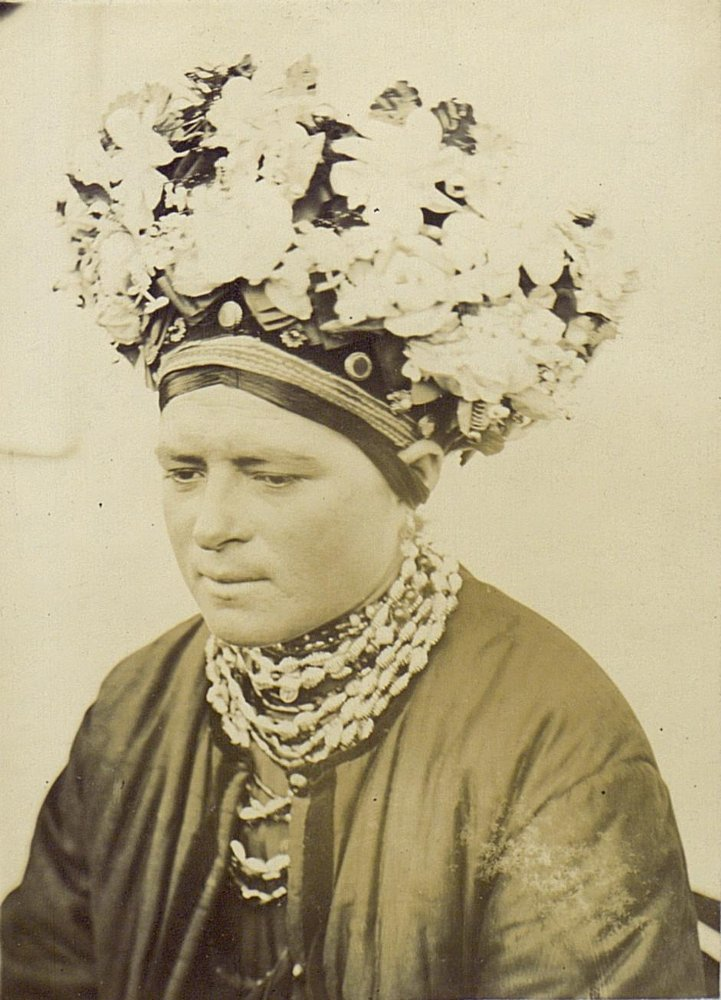
Молода з Херсонщини, 1894

Усього у вінку могло бути до 12 різних квіток, кожна з яких мала свій символ. Деревій — означає нескореність; мак — вважається не тільки квіткою мрій, але й символом родючості, краси та молодості; ромашка — символ кохання, ніжності та вірності; соняшник — відданості й вірності; волошки у віночку — символ людяності; ружа, мальва і півонія — символи віри, надії, любові; м'ята — оберег дитини та її здоров'я; материнка — символ материнської любові; лілія — дівочі чари, чистота, цнота, дев'ятисил — корінь дев'яти сил, який зміцнює та повертає здоров'я; безсмертник — символ здоров'я, безсмертя людської душі, він загоює виразки, і рани; цвіт вишні та яблуні — материнська відданість та любов; калина — краса та дівоча врода; хміль — гнучкість і розум; польовий дзвіночок — вдячність. Щоб посилити захисну силу вінка, поміж квітів вплітали зілля та листя: полин — «траву над травами», буркун-зілля — символ вірності, що може з'єднувати розлучене подружжя; листя дуба — символ сили. Але чи не найсильнішим оберегом вважають барвінок  — символ життя та безсмертя душі людської, оберіг від злих, зілля кохання та дівочої краси, чистого шлюбу. Казали, що варто лише дівчині та юнакові з'їсти листочок барвінку, як між ними спалахне кохання. Кожна пелюстка має певне значення: перша — краса, друга — ніжність, третя — незабутність, четверта — злагода, п'ята — вірність.

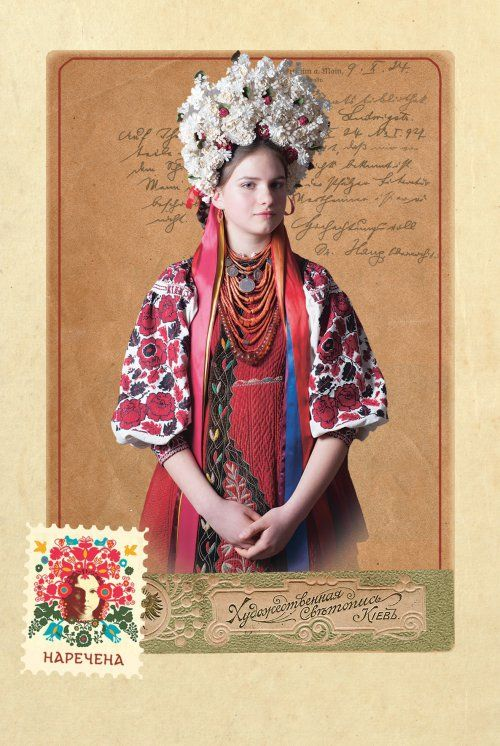
Наречена Вінничини

У гуцулів весільний вінок робили з певного виду барвінку, мастили його медом та додавали до нього кілька головок часнику, щоб зберігав від уроків, а також кілька срібних монет, що приносило щастя та оберігало від зурочливого ока. Кожна з присутніх вплітала до барвінку два листки. Поверхню вінка позолочували та тут же клали вінок на калач та несли до батьків, щоб ті благословили доньку на шлюб. Батьки брали вінок і клали його їй на голову.
У бойків був цілий ритуал збирання барвінку на вінок. Весільна сваха та дружка йшли в садок дівчини або до сусідів, несучи з собою хліб зі встромленим у нього ножем та повішаним на ньому замком. До сусідів брали з собою горілку та хліб. Сад вітали піснею та запитували, які у ньому ростуть рослини. Сад давав відповідь, що у ньому росте барвінок, часник та волошки. Барвінок, щоб сплести з нього вінок, часник, щоб прикрасити вінок і волошки, щоб прикрасити косу. Дружка рвала барвінок і після цього всі співали садові пісні, дякували та просили, щоб не жалкував за барвінком. Барвінок ставили на стіл, застелений скатертиною. Потім на стіл ставили хліб, прив'язували до ножа нитку і кожний з присутніх причіплював до нитки пучки барвінку. Цей ритуал супроводжувався співом. Закінчивши плести вінки, їх ставили на шапки братам нареченої. Всі дівчата, тримаючи у руці хустку, ставали на лавку, а всі хлопці виконували перед ними танок.

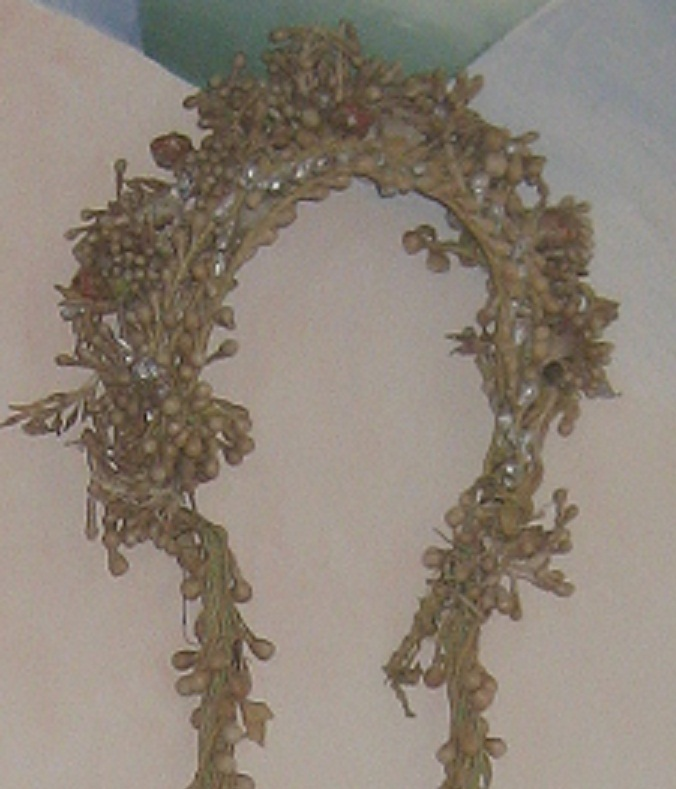
Весільний вінок з Поділля

На Чернігівщині був також обряд збирання барвінку для вінка. У весільний день до сходу сонця виходили одночасно з дому молодого та молодої дружини для збирання барвінку в чужий сад, якщо в своєму не було. Похід за барвінком супроводжували дружки та дружби з піснями та музиками. Похід з дому молодого супроводжував староста, який ніс червоно-білі корогви.
|  | Ой вінку мій, вінку, хрещатий барвінку! А я тебе плела, та вчера з вечера. Та повісила я тебе в теремі та на дереві На шовковім шнурочку, на злотім кілочку А мати взяла, та миленькому дала. Якби-м була знала, була б його краще вбрала: Золотом назолотила, миленького прикрасила |

|  | Вийти дівочки, собі і мені Собі звийте з рути, з м'яти Мені звийте з барвіночку |

### Купальський вінок

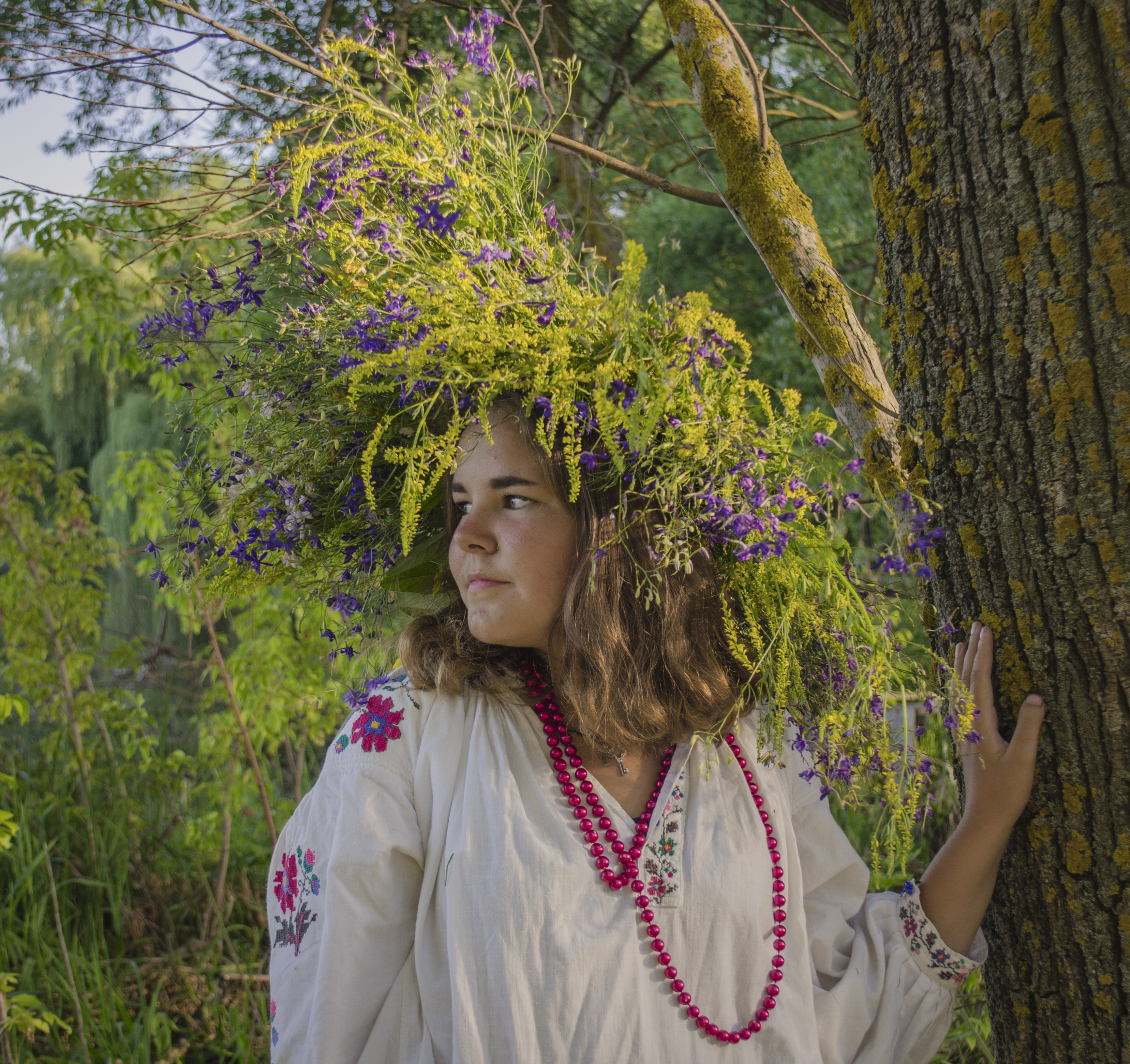
Дівчина в купальському вінку. Уманщина

У день Купала дівчата завивають вінки, кидають у воду і по долі його ворожать: вінок, що потонув — смерть, що сплив — шлюб.
Обрядове вживання купальського вінка пов'язано також з магічним осмисленням його форми, що зближує вінок з іншими круглими кільчастими предметами (кільцем, обручем, калачем і т. ін.). На цих ознаках вінка засновані звичаї доїти або проціджувати молоко крізь нього, пролазити і протягати що-небудь через вінок, дивитися, переливати, пити, вмиватися крізь нього.
Додатковий сенс вінку надають особливі властивості рослин, які послужили для нього матеріалом (наприклад, барвінку, васильку, троянди, герані, ожини, папороті, дубових і березових гілок і т. ін.).

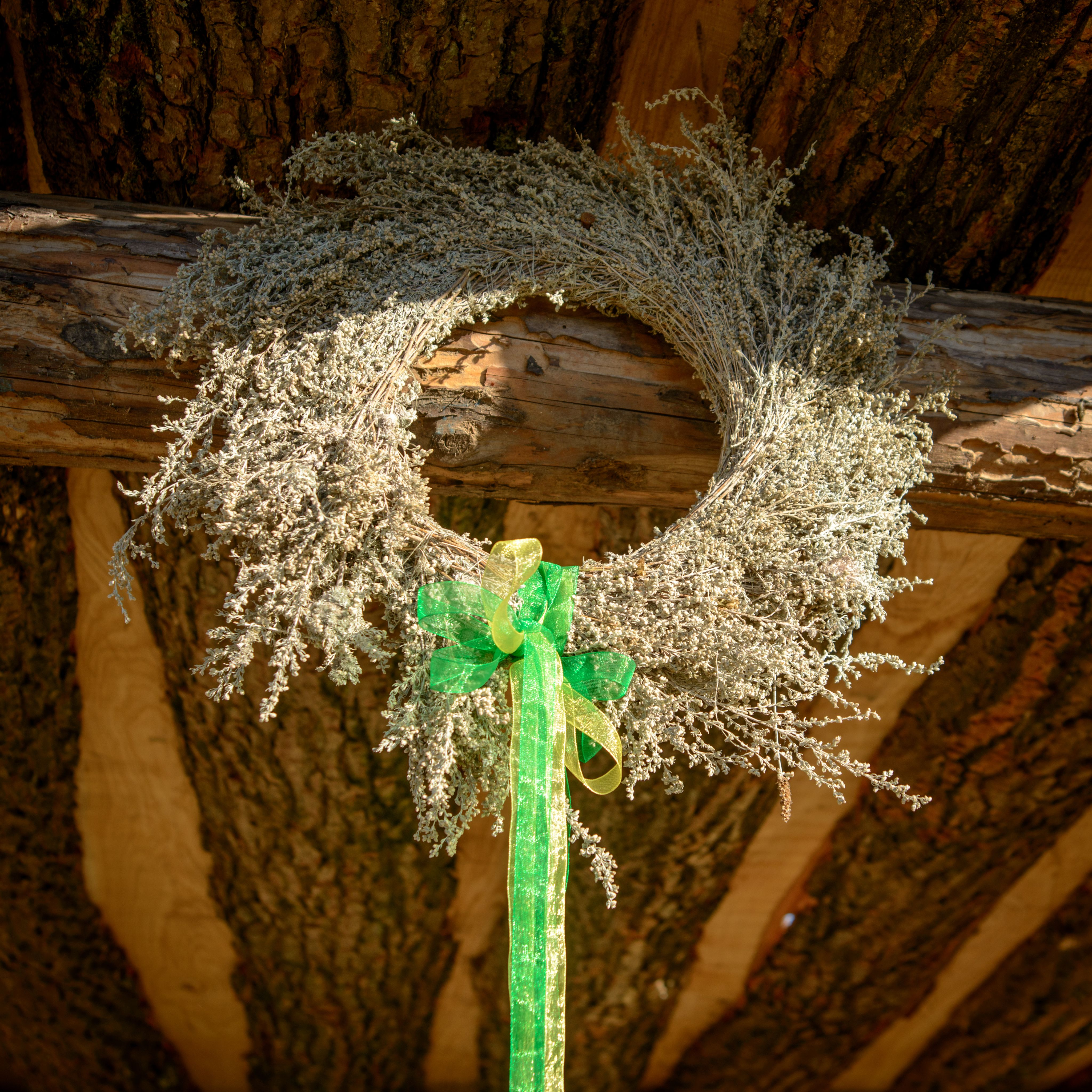
Етнофестиваль «Свіччине весілля», 2016

Виготовлення вінка являє собою особливий ритуал, який визначає склад виконавців (зазвичай дівчата, жінки), обрядовий час і місце плетіння (наприклад, тік), число, розмір і форму вінка, спосіб плетіння, додаткові прикраси (нитки, стрічки, часник і т. ін.).
За народними уявленнями, дівчина не повинна була скидати вінка напередодні дня Івана Купала, дня святого Юрія, протягом Зеленого тижня, щоб убезпечити себе від замахів різноманітних негативно налаштованих щодо людини сил: мавок, русалок, чортів, мерців тощо.

### Клечальний вінок
Клечальний вінок це вінок з полину, який дівчата плели перед Трійцею на Зелені свята. Цей "полиновий вінок" підвішували над дверима, де він висів цілий рік як оберіг від наврочень, недобрих людських очей, нечистої сили, русалок під час "Русального Великодня".

## Прислів'я, мовні звороти
- Гарний віночок - окраса дівчини
- Тепер вже пропав її віночок, коли ходила у садочок
- У віночку калина - гарна дівчина
- Один цвіт не робить вінка
- Гола й боса, а голова в вінку
- Загубити (втратити, згубити) вінок — втратити цноту («Через дурний розумочок дівка втратила віночок»)[3]
- Який віночок - такий голосочок
- Віночок вити - життя любити[10]
- Барвінок на вінок, а полин на віник[11]

## Галерея

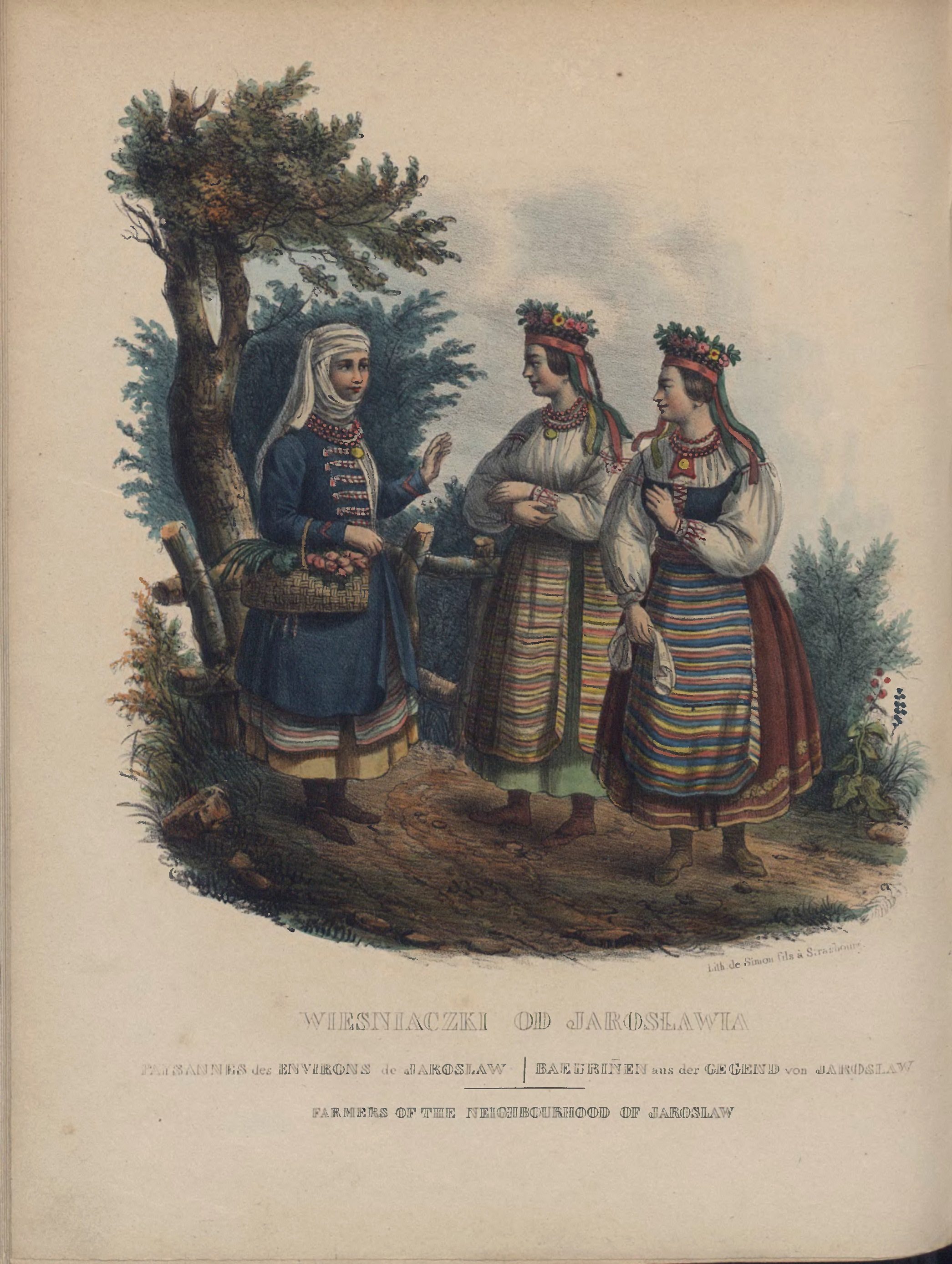
Дівчата з-під Ярослава, 1840
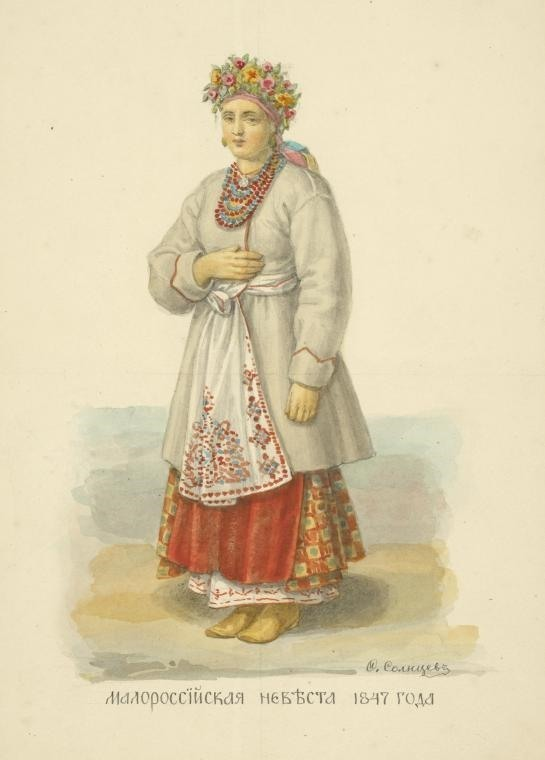
Полтавщина, 1847
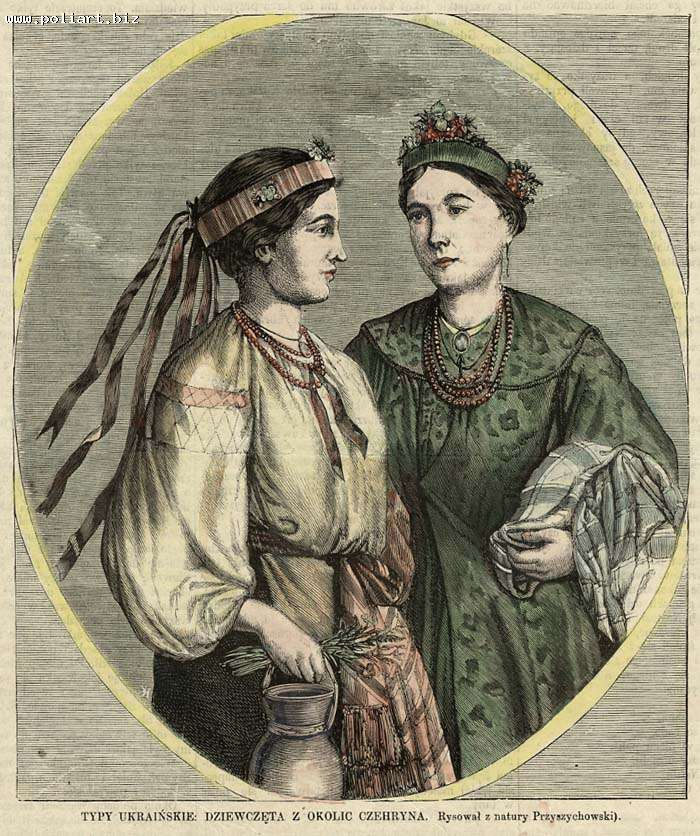
Дівчата околиць Чигирина, 1863
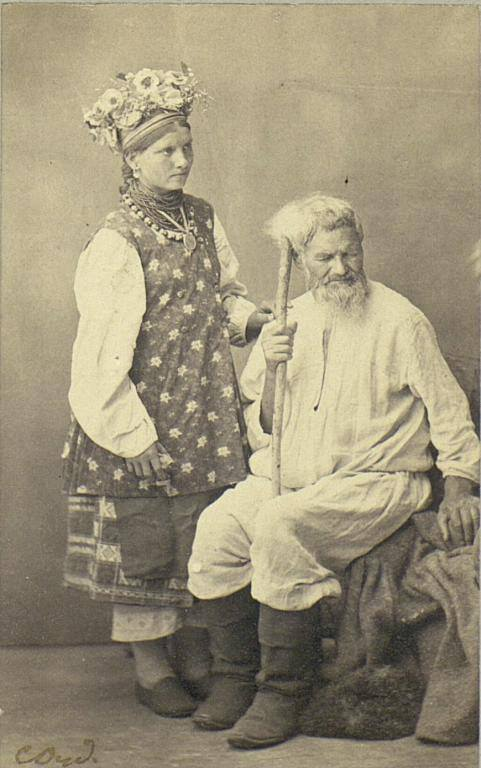
Полтавщина, 1894
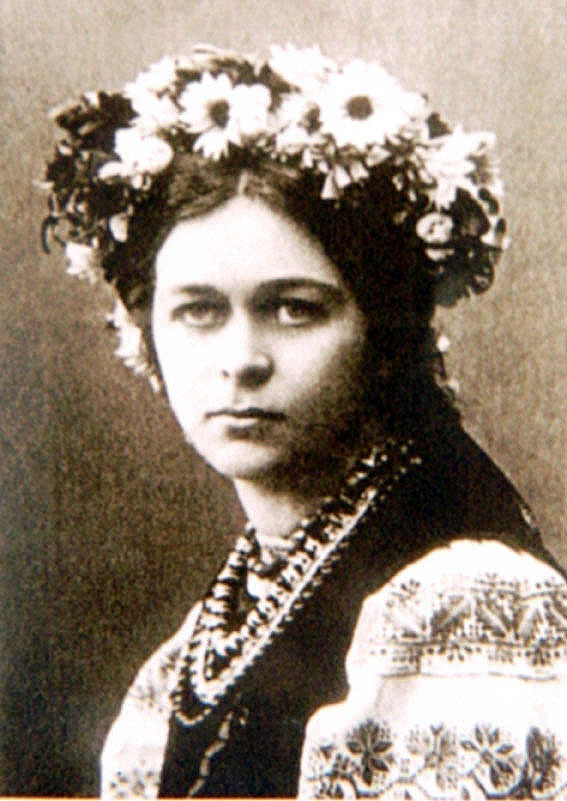
Ізидора Косач-Борисова, 1988
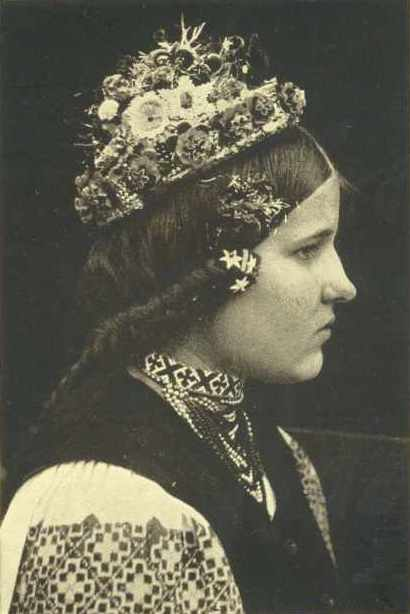
Воловець, Підкарпатська Русь, поч. ХХ ст.
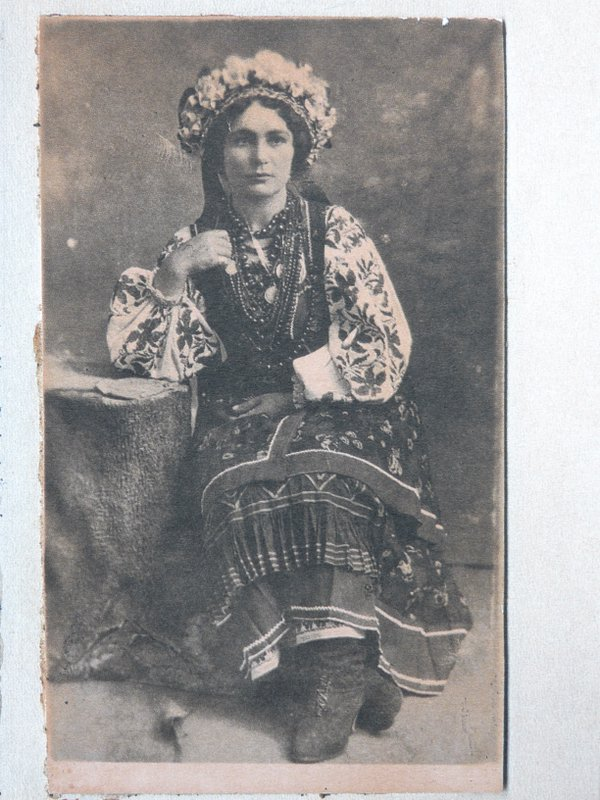
Уманщина, 1916
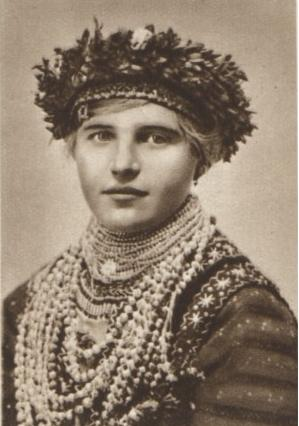
Дружка з Заліщиків (Поділля), 1930
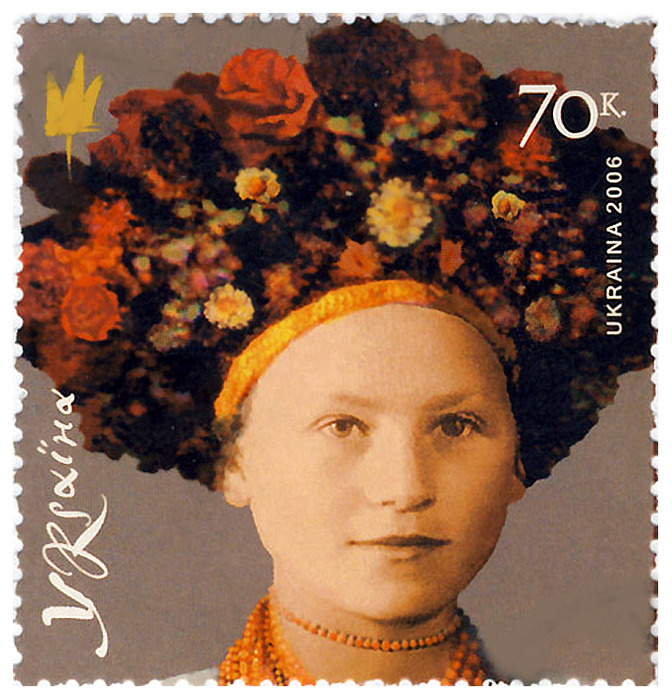
Поштова марка України
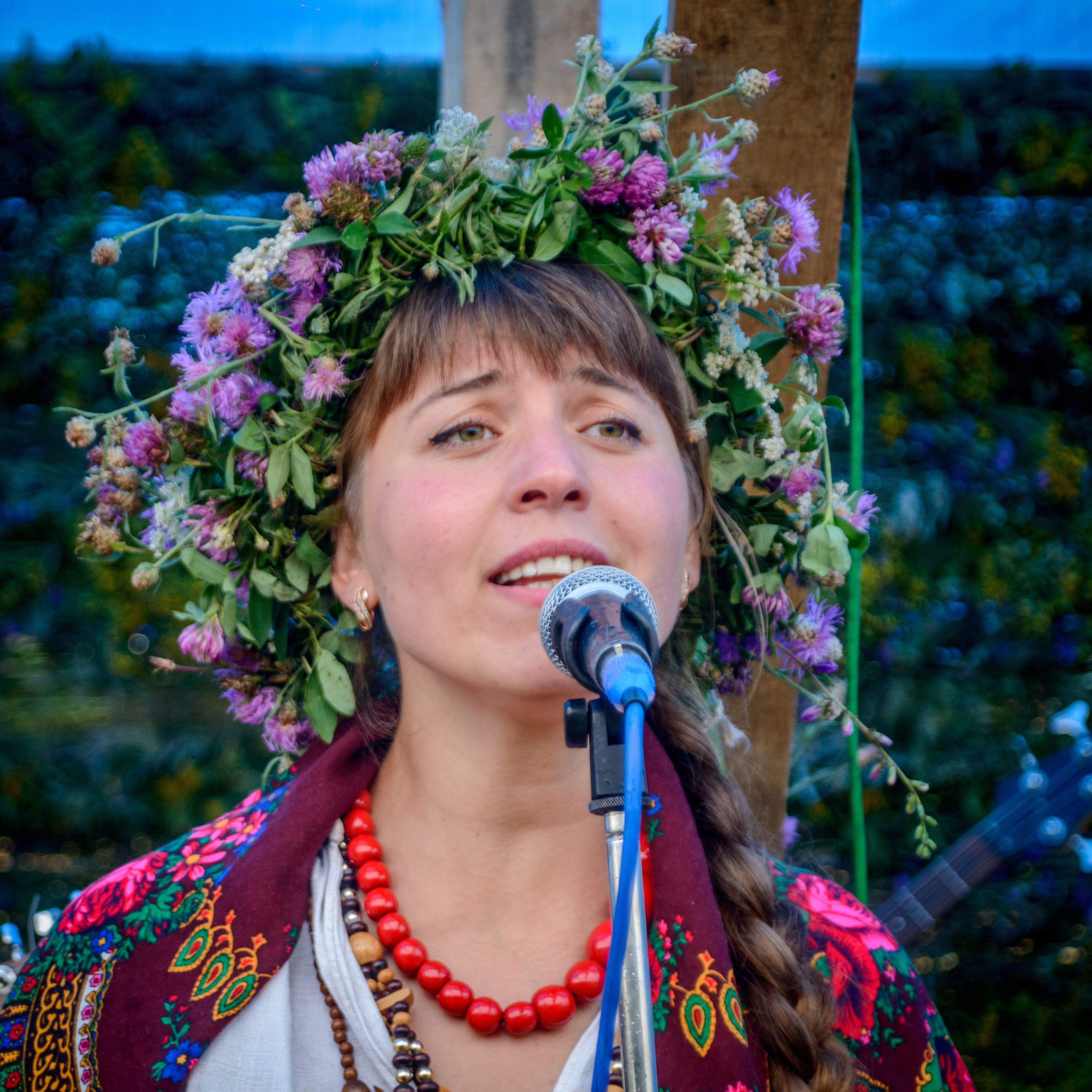
Вінок з квітів